# Tmesisternus flavolineatipennis
Tmesisternus flavolineatipennis är en skalbaggsart som beskrevs av Stefan von Breuning 1975. Tmesisternus flavolineatipennis ingår i släktet Tmesisternus och familjen långhorningar. Inga underarter finns listade i Catalogue of Life.